# ミゲル・ヤフーレ
- ミゲル・ヤフレ[1]
- ミゲル・ヤジューレ[2]

ミゲル・アンヘル・ヤフーレ（Miguel Angel Yajure、1998年5月1日 - ）は、ベネズエラ・スリア州カビマス出身のプロ野球選手（投手）。右投両打。東北楽天ゴールデンイーグルス所属。

## 経歴

### プロ入りとヤンキース時代

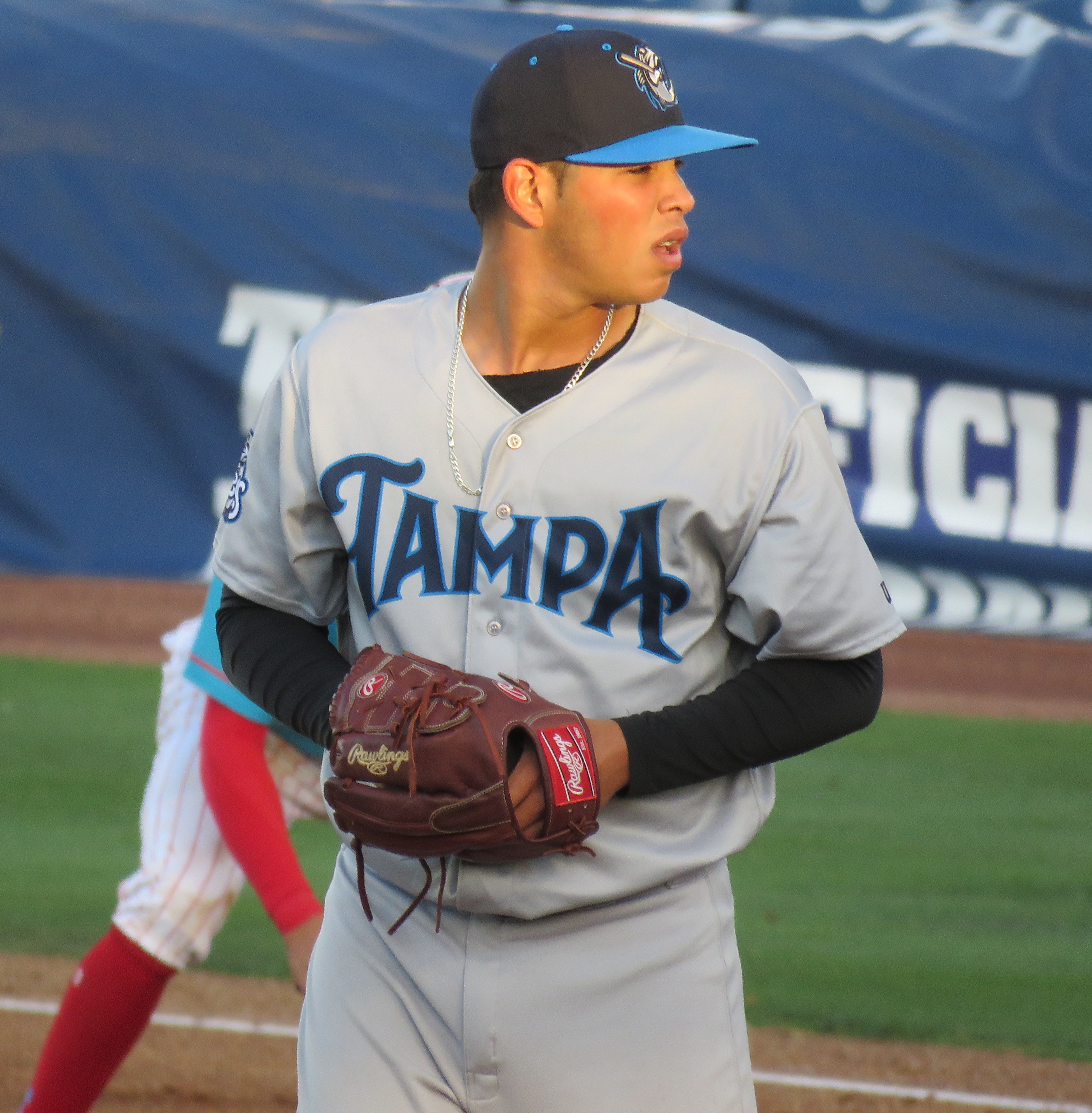
A+級タンパ・ターポンズ時代
（2019年4月19日）

2015年にアマチュア・フリーエージェントでニューヨーク・ヤンキースと契約してプロ入り。傘下のルーキー級ドミニカン・サマーリーグ・ヤンキースでプロデビューし、14試合に先発登板して0勝2敗、防御率1.42の成績を記録した。
2016年はルーキー級ガルフ・コーストリーグ・ヤンキースでプレーし、9試合に登板（先発6試合）して1勝2敗、防御率2.87の成績を記録した。
2017年は右肘のトミー・ジョン手術を受け、シーズンを全休した。
2018年にA級チャールストン・リバードッグスで実戦復帰し、14試合に先発登板して4勝3敗、防御率3.90の成績を記録した。
2019年はA+級タンパ・ターポンズで開幕を迎え、シーズン途中にAA級トレントン・サンダーに昇格。2チーム合計で24試合に登板（先発20試合）して9勝6敗、防御率2.14の成績を記録した。オフにルール・ファイブ・ドラフトでの流出を防ぐため40人枠に登録された。
2020年8月31日のタンパベイ・レイズ戦でメジャーデビューを果たした。背番号はMLB史上初の89となり、これによりこの年のレギュラーシーズンで0番から99番の全ての背番号が使用されたことになった。

### パイレーツ時代
2021年1月24日にジェイムソン・タイヨンとのトレードで、ロアンシー・コントレラス、キャナン・スミス＝エンジグバ、マイコル・エスコットと共にピッツバーグ・パイレーツへ移籍した。この年は4試合（うち先発3試合）に登板したが、0勝2敗、防御率8.40という成績に終わった。

### ジャイアンツ傘下時代
2022年12月2日にウェイバー公示を経てサンフランシスコ・ジャイアンツへ移籍した。
2023年は傘下のAAA級サクラメント・リバーキャッツで16試合（うち先発13試合）に登板し、2勝5敗、防御率5.97という成績を残したが、メジャー昇格の機会はなかった。オフの11月6日にFAとなった。

### ヤクルト時代

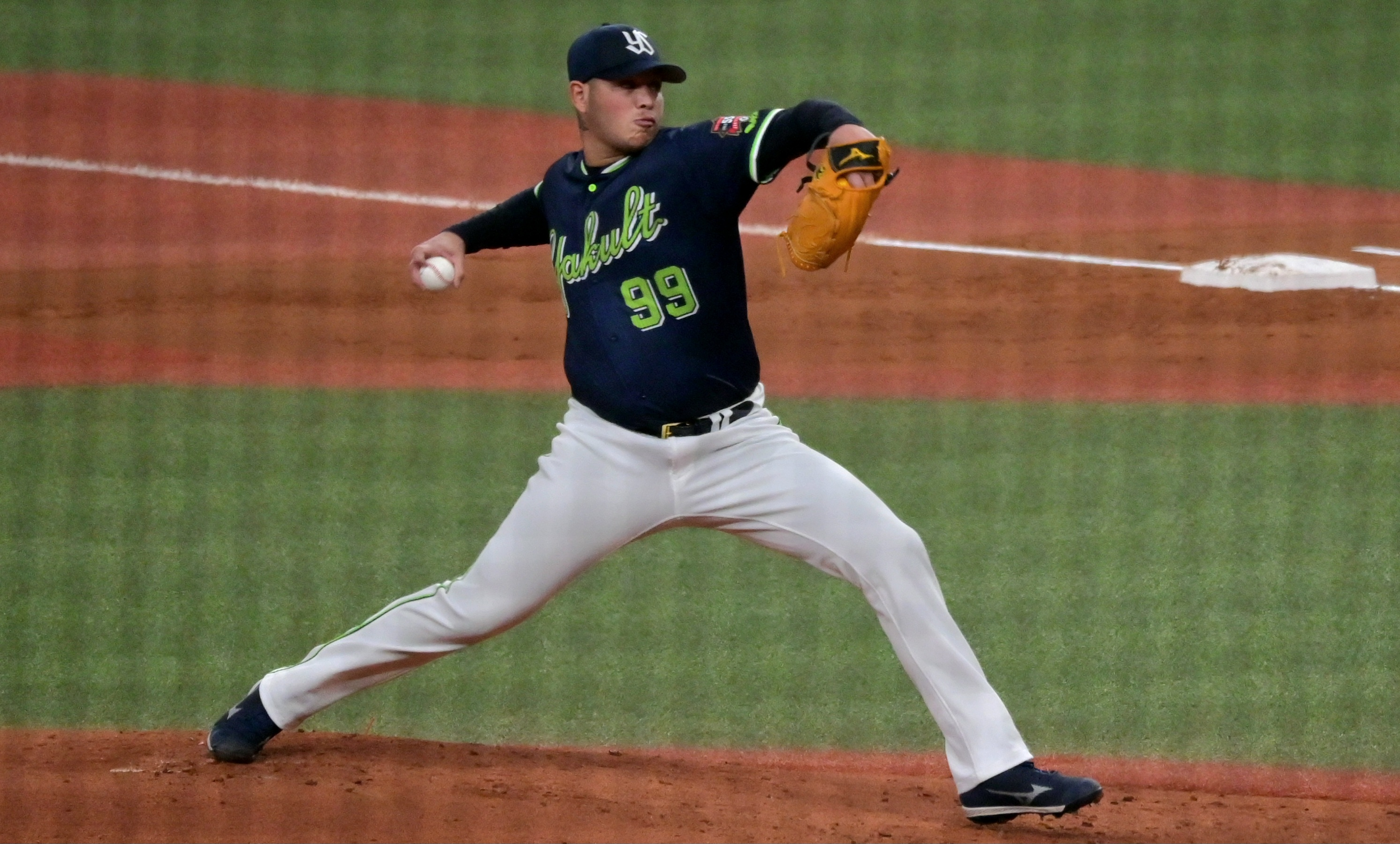
東京ヤクルトスワローズ時代
2024年3月10日 京セラドーム大阪

2023年12月7日に東京ヤクルトスワローズへの入団が発表された。背番号は99。年俸は55万ドル（約8100万円）。
オープン戦では防御率5.14と精彩を欠いたが、来日初登板となった3月31日の対中日ドラゴンズ戦で初勝利を挙げると、開幕から先発ローテーションに定着。4月29日の対読売ジャイアンツ戦では球団の外国人選手で初となるマダックスでの完封勝利を達成するなど、3・4月だけで4勝を記録した。しかし5月以降は20試合に先発して1勝のみにとどまり、シーズンでは5勝10敗1ホールド、防御率3.34という成績であった。オフの11月5日に自身のSNSで退団を表明し、11月7日付けで自由契約公示された。

### 楽天時代
2024年12月6日に東北楽天ゴールデンイーグルスと契約を結んだ。背番号はメジャー時代に着用していた89。契約は1年で年俸1億1000万円。

## 投球スタイル
最速94.5mph（約152.1km/h）の速球にチェンジアップやカッターなどの多彩な球種を投げ分ける。

## 人物
日本での愛称は「ペコちゃん」。愛嬌のある顔立ちが不二家のマスコットキャラクターペコちゃんに似ているとして、投手コーチの伊藤智仁から名付けられた。その縁もあり、来日初勝利の際には不二家からケーキと菓子のお祝いが贈られた。
MLBで付けた背番号「89」を右耳の下あたりにタトゥーとして2021年に入れている。

## 詳細情報

### 年度別投手成績
| 年 度    | 球 団    | 登 板 | 先 発 | 完 投 | 完 封 | 無 四 球 | 勝 利 | 敗 戦 | セ 丨 ブ | ホ 丨 ル ド | 勝 率 | 打 者 | 投 球 回 | 被 安 打 | 被 本 塁 打 | 与 四 球 | 敬 遠 | 与 死 球 | 奪 三 振 | 暴 投 | ボ 丨 ク | 失 点 | 自 責 点 | 防 御 率 | W H I P |
| -------- | -------- | ----- | ----- | ----- | ----- | -------- | ----- | ----- | -------- | ----------- | ----- | ----- | -------- | -------- | ----------- | -------- | ----- | -------- | -------- | ----- | -------- | ----- | -------- | -------- | ------- |
| 2020     | NYY      | 3     | 0     | 0     | 0     | 0        | 0     | 0     | 0        | 0           | ----  | 29    | 7.0      | 3        | 1           | 5        | 0     | 1        | 8        | 1     | 0        | 1     | 1        | 1.29     | 1.14    |
| 2021     | PIT      | 4     | 3     | 0     | 0     | 0        | 0     | 2     | 0        | 0           | .000  | 68    | 15.0     | 17       | 6           | 7        | 0     | 1        | 11       | 0     | 0        | 14    | 14       | 8.40     | 1.60    |
| 2022     | PIT      | 12    | 1     | 0     | 0     | 0        | 1     | 1     | 0        | 0           | .500  | 119   | 24.1     | 31       | 3           | 16       | 1     | 2        | 16       | 4     | 1        | 26    | 24       | 8.88     | 1.93    |
| 2024     | ヤクルト | 23    | 22    | 1     | 1     | 1        | 5     | 10    | 0        | 1           | .333  | 550   | 129.1    | 130      | 8           | 43       | 7     | 5        | 84       | 5     | 1        | 50    | 48       | 3.34     | 1.34    |
| MLB：3年 | MLB：3年 | 19    | 4     | 0     | 0     | 0        | 1     | 3     | 0        | 0           | .250  | 216   | 46.1     | 160      | 10          | 28       | 1     | 4        | 35       | 5     | 1        | 41    | 39       | 7.58     | 1.71    |
| NPB：1年 | NPB：1年 | 23    | 22    | 1     | 1     | 1        | 5     | 10    | 0        | 1           | .333  | 550   | 129.1    | 130      | 8           | 43       | 7     | 5        | 84       | 5     | 1        | 50    | 48       | 3.34     | 1.34    |

- 2024年度シーズン終了時
- 各年度の太字はリーグ最高

### 年度別守備成績
| 年 度 | 球 団    | 投手（P） | 投手（P） | 投手（P） | 投手（P） | 投手（P） | 投手（P） |
| 年 度 | 球 団    | 試 合     | 刺 殺     | 補 殺     | 失 策     | 併 殺     | 守 備 率  |
| ----- | -------- | --------- | --------- | --------- | --------- | --------- | --------- |
| 2020  | NYY      | 3         | 0         | 0         | 0         | 0         | ----      |
| 2021  | PIT      | 4         | 0         | 2         | 0         | 0         | 1.000     |
| 2022  | PIT      | 12        | 3         | 2         | 0         | 0         | 1.000     |
| 2024  | ヤクルト | 23        | 3         | 20        | 2         | 1         | .920      |
| MLB   | MLB      | 19        | 3         | 2         | 0         | 0         | 1.000     |
| NPB   | NPB      | 23        | 3         | 20        | 2         | 1         | .920      |

- 2024年度シーズン終了時

### 表彰

#### NPB
- 月間JERAセ・リーグAWARD：1回（2024年3月・4月[22]）

### 記録

#### NPB
初記録
投手記録
- 初登板・初先発登板・初勝利・初先発勝利：2024年3月31日、対中日ドラゴンズ3回戦（明治神宮野球場）、6回2失点[23]
- 初奪三振：同上、3回表にクリスチャン・ロドリゲスから空振り三振
- 初完投勝利・初完封勝利：2024年4月29日、対読売ジャイアンツ3回戦（東京ドーム）、9回無失点[16]
- 初ホールド：2024年7月21日、対横浜DeNAベイスターズ17回戦（明治神宮野球場）、5回表に2番手で救援登板、3回1/3を無失点

打撃記録
- 初打席：2024年3月31日、対中日ドラゴンズ3回戦（明治神宮野球場）、2回裏にウンベルト・メヒアから二ゴロ
- 初安打：2024年4月29日、対読売ジャイアンツ3回戦（東京ドーム）、3回表にフォスター・グリフィンから左前安打

その他の記録
- マダックス：2024年4月29日、対読売ジャイアンツ3回戦（東京ドーム）、94球[16]

### 背番号
- 89（2020年[8] - 2022年、2025年[20] - ）
- 99（2024年[15]）